# Pauline Bouvy-Koene
Pauline Johanna Bouvy-Koene (Dordrecht, 6 april 1959) is een Nederlands VVD-politica en bestuurster.

## Biografie
Bouvy-Koene is opgeleid als verpleegkundige en is onder meer werkzaam geweest in het voormalige Refaja ziekenhuis. Van 1994 tot 2002 was zij gemeenteraadslid in de toenmalige Zuid-Hollandse gemeente Maasland. De laatste vier jaar daarvan was ze wethouder en in 2005 werd ze benoemd tot burgemeester van de gemeente Bernisse. Bij de fusie op 1 januari 2015 van Spijkenisse en Bernisse tot de gemeente Nissewaard kwam haar functie te vervallen. Vanaf 23 maart 2016 was Bouvy-Koene voorzitter van het bestuur van de VVD Regio Zuid-Holland. In december 2019 stopte zij hiermee en werd zij opgevolgd door Christel Mourik.
Vanaf 21 september 2016 was Bouvy-Koene waarnemend burgemeester van Voorschoten. Op donderdag 18 juli 2019 heeft de gemeenteraad besloten Bouvy-Koene aan te bevelen als kroonbenoemde burgemeester van Voorschoten. Op 19 september 2019 werd bekendgemaakt dat de minister van Binnenlandse Zaken en Koninkrijksrelaties heeft besloten haar te laten benoemen bij koninklijk besluit. De benoeming ging in op 16 oktober 2019. Naast haar burgemeesterschap was zij voorzitter van het bestuur van de Certificeringsorganisatie Bibliotheekwerk, Cultuur en Taal (CBCT).
In april 2020 werd bekendgemaakt dat Bouvy-Koene wegens ziekte haar burgemeesterschap van Voorschoten voor langere tijd neerlegt. Vanaf 6 mei 2020 werd zij waargenomen door Charlie Aptroot. Op 1 september 2020 heeft zij besloten wegens haar ziekte te stoppen als burgemeester van Voorschoten. Haar werd per 1 november 2020 eervol ontslag verleend.
Na de gemeenteraadsverkiezingen van 2022 werd Bouvy-Koene informateur in Dordrecht. Verder is zij actief bij de Federatie van Kankerpatiëntorganisaties en was zij voorzitter van de fusiecommissie van de gemeenten Hellevoetsluis, Westvoorne en Brielle. Deze gemeenten gingen per 1 januari 2023 op in Voorne aan Zee. Met ingang van 25 mei 2022 werd zij benoemd tot waarnemend burgemeester van Krimpenerwaard, nadat burgemeester Pieter Paans zijn functie op 16 mei van dat jaar per direct had neergelegd. Op 8 januari 2024 werd Hans Beenakker burgemeester van Krimpenerwaard.
Bouvy-Koene is getrouwd en heeft twee dochters en een zoon.